# Bâtiment de la banque de Smederevo à Belgrade
Le bâtiment de la banque de Smederevo (en serbe cyrillique : Зграда Смедеревске банке ; en serbe latin : Zgrada Smederevske banke) est un édifice situé à Belgrade, la capitale de la Serbie, dans la municipalité urbaine de Stari grad. En raison de son importance architecturale, cet édifice, construit entre 1910 et 1912, figure sur la liste des monuments culturels de grande importance de la République de Serbie et sur la liste des biens culturels de la Ville de Belgrade.

## Présentation
Le bâtiment de la banque de Smederevo, situé 39 Terazije, a été construit entre 1910 et 1912 d'après les plans de Milorad Ruvidić et Isail Fidanović. Il a servi d'abord de résidence au marchand Milan M Stefanovic, avec une partie commerciale située au rez-de-chaussée. Une succursale de la banque de Smederevo fut installée un moment dans la maison, ce qui lui valut le surnom de bâtiment de la banque de Smederevo qui lui est resté encore aujourd'hui.
La conception de la façade relève de l'Art nouveau et, pour la première fois en Serbie, de principes relevant de l'architecture moderne, dans la mesure où la répartition des espaces y tient la première place et non pas les décorations plastiques. Cette décoration est absente du rez-de-chaussée et rejetée dans les parties supérieures pour être rejetée dans les étages supérieurs du bâtiment sous forme de loggias et de terrasses.
Avec le Palais Atina (26 Terazije), l'hôtel Moskva (1 rue Balkanska), la maison d'Aleksa Krsmanović (34 Terazije) et le Palais Anker (26 Terazije), la banque de Smederevo restitue l'ambiance architecturale de l'ancienne place de Terazije, au moment de sa création à la fin du XIXe siècle et au début du XXe siècle.
Des travaux de conservation ont eu lieu sur le bâtiment entre 1972 et 1978, Une restauration des façades a eu lieu en 2002 et 2005.